# Buinsky (huyện)
Huyện Buinsky (tiếng Nga: ? райо́н) là một huyện hành chính tự quản (raion), của Tatarstan, Nga. Huyện có diện tích 1532 km². Trung tâm của huyện đóng ở Biunsk.